# Beyzym
Beyzym (Pogoń Odmienna, Ochota) – polski herb szlachecki, odmiana herbu Pogoń Litewska.

## Opis herbu
Opis zgodnie z klasycznymi regułami blazonowania:
W polu czerwonym na koniu białym jeździec nagi z kołczanem u boku strzelający z łuku. Pod koniem, z prawej strony tarczy podkowa srebrna barkiem w górę, nad koniem z lewej strony tarczy półksiężyc złoty barkiem w dół.
W klejnocie nad hełmem w koronie trzy pióra strusie.

## Historia herbu
Nieznana geneza odmiany.

## Herbowni
Beyzym.

### Znani herbowni
Jan Beyzym